# Suzanne (film, 1932)
Pour les articles homonymes, voir Suzanne (film).
Pour plus de détails, voir Fiche technique et Distribution.
Suzanne est un film dramatique français réalisé par Léo Joannon et Raymond Rouleau, sorti en 1932.

## Fiche technique
- Titre : Suzanne
- Réalisateur :Léo Joannon et Raymond Rouleau
- Scénariste : Steve Passeur
- Photographie : Nicolas Toporkoff
- Montage : Jean Feyte
- Musique : Lionel Cazaux
- Société de production : Productions Georges Marret
- Producteur : Georges Marret
- Société de distribution : Les Films Armor
- Pays de production : France
- Langue : français
- Format : Noir et blanc - Son mono - 1,37:1
- Genre : Film dramatique
- Durée : 80 minutes (1 h 20)
- Date de sortie : 
  - France : 28 octobre 1932

## Distribution
- Pauline Carton : Mme Batonné
- Louis Florencie :
- Yves Gladine
- Jean-Max
- Joachim
- Yolande Laffon
- Véra Markels : Monique
- Raymonde Mickel
- Raymond Rouleau